# Lilith (film, 1964)
Pour les articles homonymes, voir Lilith (homonymie).
Pour plus de détails, voir Fiche technique et Distribution.
Lilith est un film américain réalisé par Robert Rossen sorti en 1964. 
Adapté d'un roman de J.R. Salamanca, il s'agit de la dernière œuvre de la carrière de Robert Rossen qui en est le réalisateur, le scénariste et le producteur.

## Synopsis
Le jeune ex-soldat Vincent Bruce postule comme thérapeute à l'hôpital psychiatrique Chestnut Lodge de Rockville, Maryland, sa ville natale. Au fil des récits, le spectateur apprend que sa mère souffrait d'une maladie mentale et qu'elle s'est suicidée.
Vincent est fasciné par la patiente Lilith, une jeune femme souffrant de schizophrénie, et tombe sous le charme de sa nature hautement émotionnelle, mais aussi manipulatrice. Stephen Evshevsky, un jeune patient avec les sentiments duquel elle joue consciemment, est amoureux d'elle, tout comme la patiente plus âgée Yvonne Meaghan.
Après une excursion, Vincent et Lilith entament une liaison et se rencontrent régulièrement. De plus en plus jaloux, Vincent suit Lilith lors de ses rendez-vous avec Mme Meaghan, une patiente plus âgée, avec laquelle elle a une liaison. Lorsque Stephen offre à Lilith une boîte en bois qu'il a fabriquée lui-même pour son matériel de peinture, Vincent la lui dérobe et la rend à Stephen, donnant l'impression qu'elle a refusé le cadeau. Stephen se suicide alors.
Lorsque Lilith apprend le suicide de Stephen, Vincent tente de la convaincre qu'elle voulait qu'il pousse Stephen au suicide, mais elle le rejette. Elle se complaît dans les souvenirs de son frère biologique, qui s'est suicidé après que Lilith a tenté de le séduire. Plus tard, Lilith détruit le mobilier de sa chambre et tombe dans un état catatonique. Vincent, brisé psychologiquement, se tourne vers les médecins de l'établissement et leur demande de l'aider.

## Fiche technique
- Titre original : Lilith
- Titre français : Lilith
- Réalisation : Robert Rossen
- Scénario : Robert Rossen et Robert Alan Aurthur (non crédité), d'après le roman de J. R. Salamanca
- Photographie : Eugen Schüfftan
- Montage : Aram Avakian, assisté de Barry Malkin
- Musique : Kenyon Hopkins
- Décors : Richard Sylbert
- Costumes : Ruth Morley
- Producteur : Robert Rossen
- Société de production : Columbia Pictures
- Pays de production :  États-Unis
- Langue : anglais américain
- Format : Noir et blanc - 35mm - 1,37:1 au tournage - Puis recadré au 1,85:1 pour sa reprise d'exploitation ainsi que sur DVD en 1992 -  son mono (RCA Sound Recording)
- Genre : Drame
- Durée : 114 minutes
- Dates de sortie :
  - États-Unis : 27 septembre 1964
  - France : 20 janvier 1965

## Distribution
- Warren Beatty : Vincent Bruce
- Jean Seberg : Lilith Arthur
- Peter Fonda : Stephen Evshevsky
- Kim Hunter : Dr Bea Brice
- Anne Meacham : Mme Yvonne Meaghan
- Jessica Walter : Laura
- Gene Hackman : Norman
- James Patterson : Dr Lavrier
- Harry Northup, Charles Tyner : patients (non crédités)

## Autour du film
- Ce film marque la première apparition à l'écran de Gene Hackman.
- Le film obtient 100% d'avis favorables sur le site Rotten Tomatoes[1] et 7,1/10 sur IMDB[2].